# نیسان ایکس-تریل
نیسان ایکس-تریل (به انگلیسی: Nissan X-Trail) خودروی کراس‌اوور کوچکی است که از سال ۲۰۰۱ تا کنون در کشورهای تایلند، ژاپن، تایوان، مصر، فیلیپین، کره جنوبی و اندونزی تولید شده‌است. طراحی آن موتور جلو، خودرو محور جلو، خودرو چهار چرخ محرک بوده‌است. این خودرو در سال ۲۰۱۷ موفق به کسب ۵ ستاره ایمنی از مؤسسه ایمنی حمل و نقل آسیا (به انگلیسی: ANCAP) شد.

## مشخصات فنی
- نوع موتور: QR25DE
- حجم موتور، تعداد سیلندر و آرایش سیلندرها: ۲۴۸۸ سی سی / ۴ سیلندر خطی[۳]
- توان تولیدی موتور: ۱۷۱ اسب بخار
- گشتاور تولیدی: ۲۳۴ نیوتون متر
- نوع گیربکس: ۶ سرعته ایکس ترونیک
- شتاب اولیه: ۱۰ ثانیه[۴]
- مصرف سوخت جاده ای: ۶٫۶ لیتر
- مصرف سوخت ترکیبی: ۸٫۳ لیتر[۵]

## نگارخانه

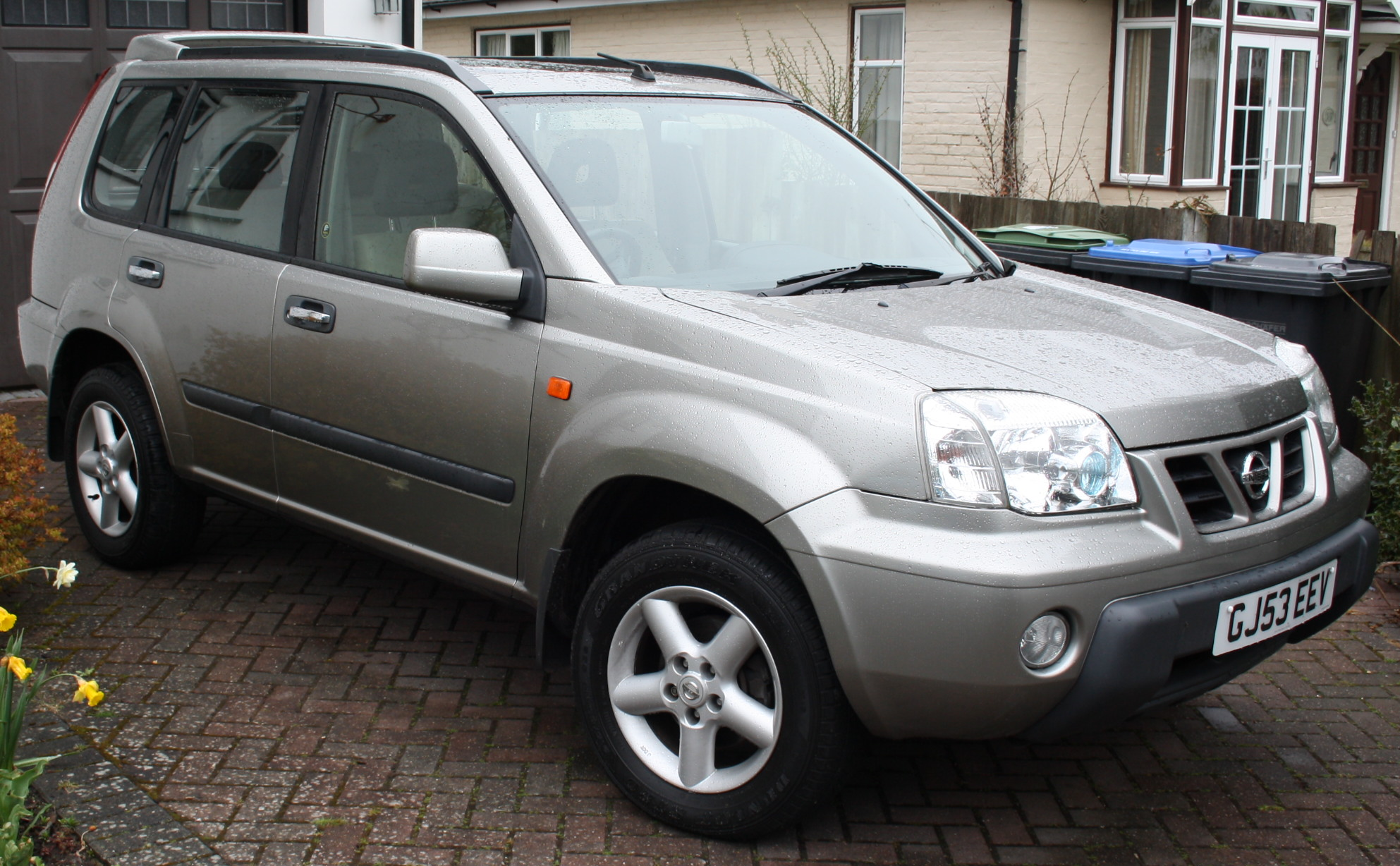
2001–2004, front view
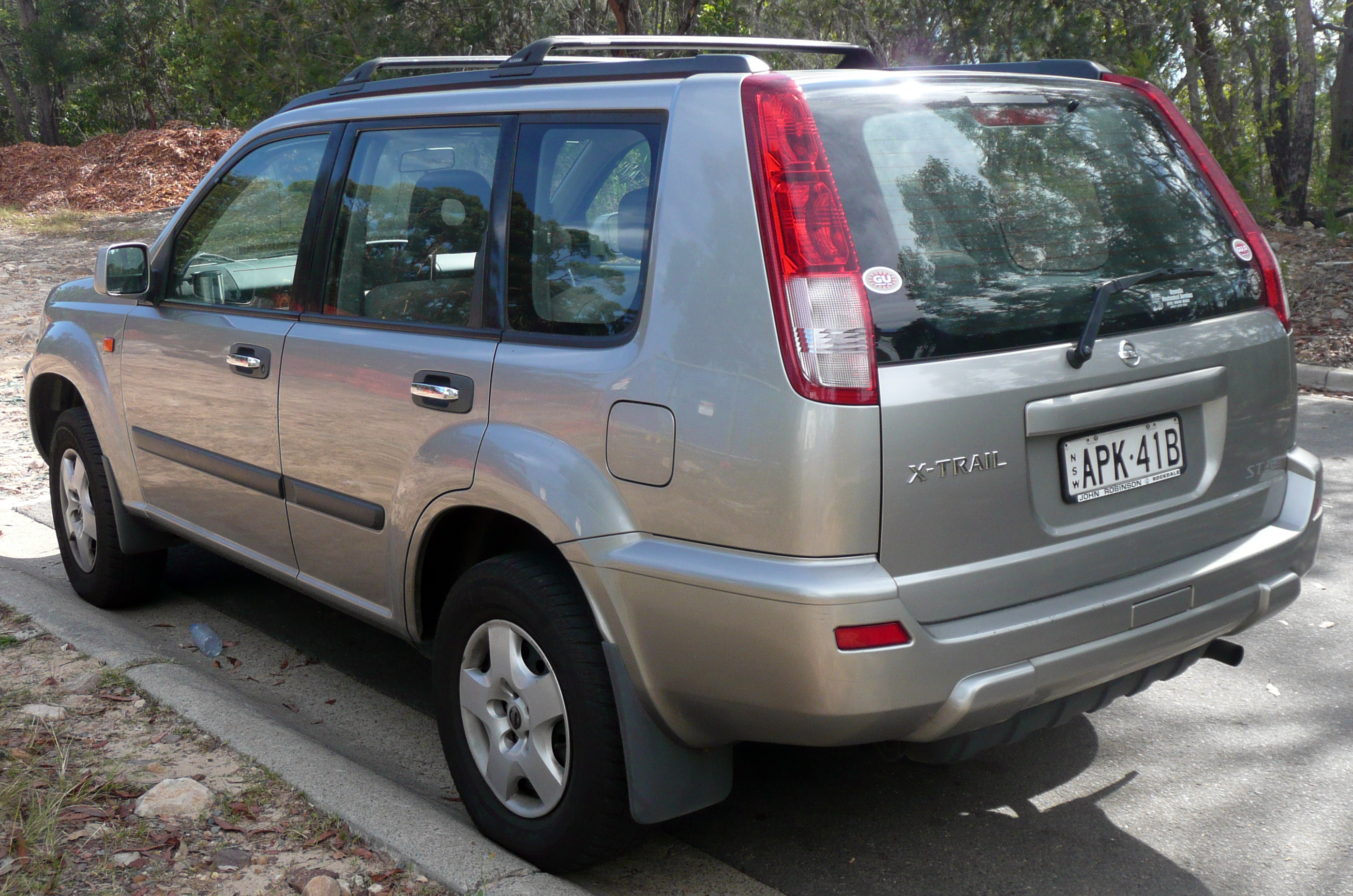
2001–2004, rear view
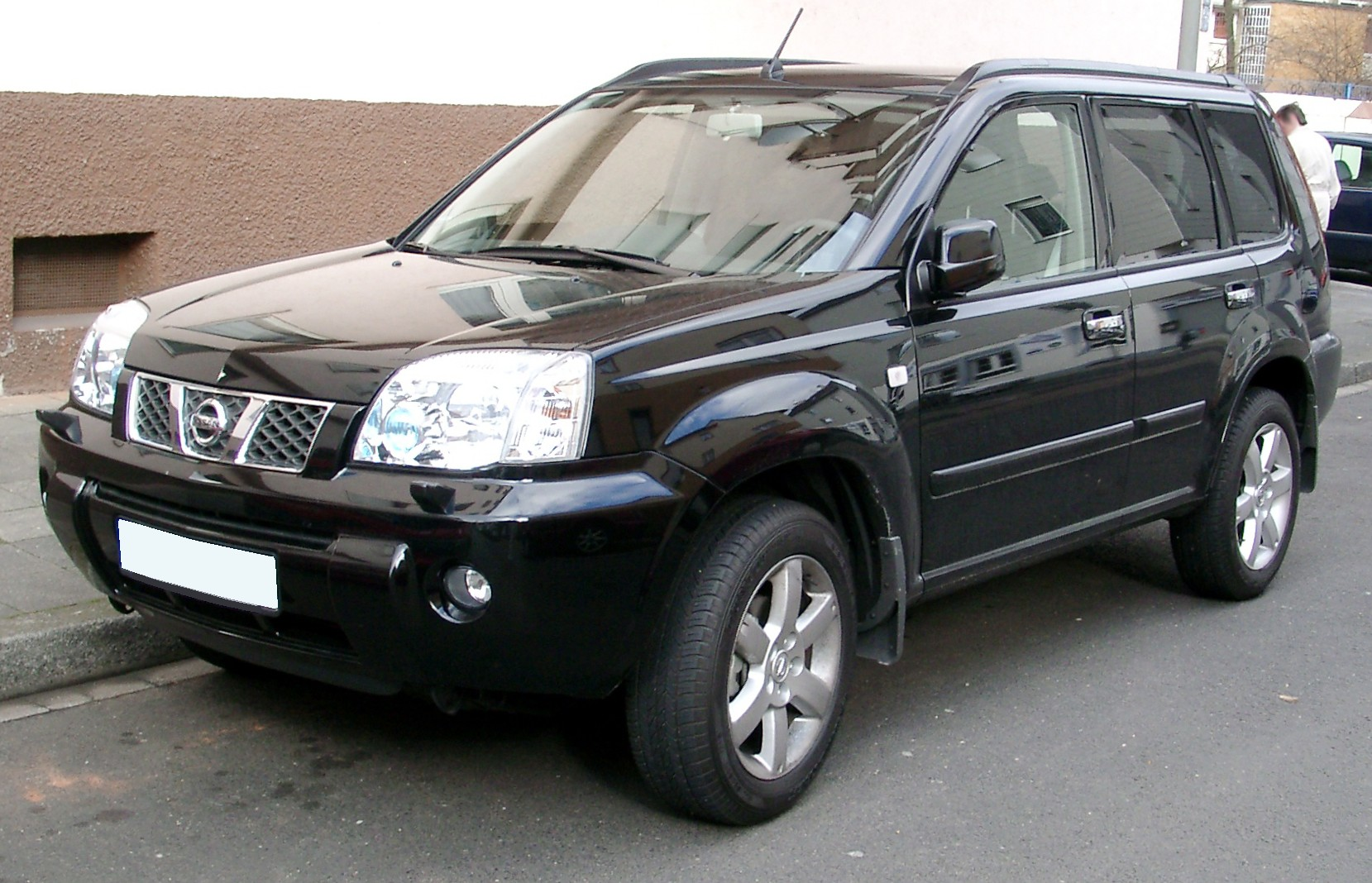
2005–2007, front view
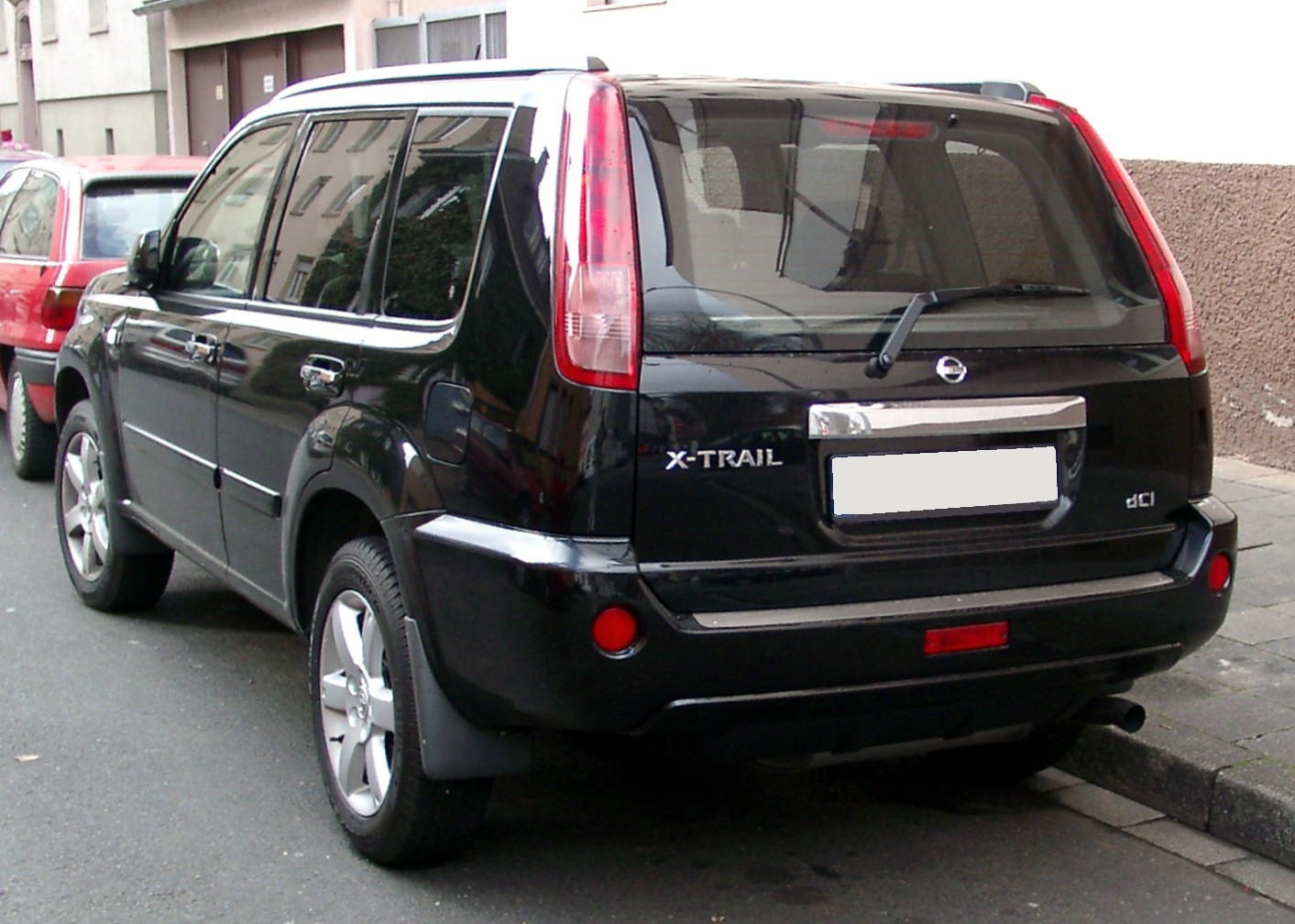
2005–2007, rear view